# Gran Premio d'Europa 2001
Il Gran Premio d'Europa 2001 è stato un Gran Premio di Formula 1 disputato il 24 giugno 2001 sul circuito del Nürburgring, in Germania. La gara fu vinta da Michael Schumacher su Ferrari davanti a Juan Pablo Montoya su Williams - BMW e a David Coulthard su McLaren - Mercedes.

## Vigilia

### Aspetti sportivi
Heinz-Harald Frentzen tornò alla guida della Jordan dopo aver saltato il Gran Premio del Canada per via dei postumi dell'incidente occorsogli durante il Gran Premio di Monaco.
Nei giorni precedenti il Gran Premio Ralf Schumacher fu riconfermato dalla Williams fino al termine della stagione 2004, mentre la Arrows non rinnovò il contratto di fornitura dei motori con la Asiatech, accordandosi con la Cosworth per la stagione seguente.

### Aspetti tecnici
Poche scuderie portarono in pista sviluppi tecnici di rilievo. Ferrari, McLaren e Williams impiegarono gli stessi alettoni utilizzati in occasione del Gran Premio di Monaco. La Williams introdusse delle nuove appendici aerodinamiche davanti alle prese d'aria delle fiancate che necessitarono l'applicazione di protezioni di gomma sui bordi esterni per evitare che i meccanici si ferissero nelle operazioni di parcheggio delle monoposto. La BAR montò una nuova sospensione anteriore e un nuovo musetto caratterizzato da appendici aerodinamiche nella parte inferiore.

## Prove libere

### Risultati
Nella prima sessione di prove di venerdì i risultati furono i seguenti:
| Pos | No | Pilota             | Costruttore        | Tempo    |
| --- | -- | ------------------ | ------------------ | -------- |
| 1   | 4  | David Coulthard    | McLaren - Mercedes | 1'16"888 |
| 2   | 3  | Mika Häkkinen      | McLaren - Mercedes | 1'17"022 |
| 3   | 1  | Michael Schumacher | Ferrari            | 1'17"767 |

Nella seconda sessione di prove di venerdì i risultati furono i seguenti:
| Pos | No | Pilota          | Costruttore        | Tempo    |
| --- | -- | --------------- | ------------------ | -------- |
| 1   | 3  | Mika Häkkinen   | McLaren - Mercedes | 1'16"408 |
| 2   | 4  | David Coulthard | McLaren - Mercedes | 1'16"579 |
| 3   | 5  | Ralf Schumacher | Williams - BMW     | 1'17"355 |

Nella sessione di prove libere di sabato mattina i risultati furono i seguenti:
| Pos | No | Pilota             | Costruttore    | Tempo    |
| --- | -- | ------------------ | -------------- | -------- |
| 1   | 5  | Ralf Schumacher    | Williams - BMW | 1'15"355 |
| 2   | 6  | Juan Pablo Montoya | Williams - BMW | 1'15"749 |
| 3   | 2  | Rubens Barrichello | Ferrari        | 1'15"855 |

## Qualifiche

### Resoconto
Michael Schumacher ottenne la sua settima pole position stagionale, precedendo sullo schieramento le due Williams-BMW di Ralf Schumacher e Juan Pablo Montoya ed il compagno di squadra Barrichello, staccato di ben sei decimi. Coulthard e Häkkinen, non soddisfatti del comportamento della propria vettura in assetto da qualifica, si dovettero accontentare della terza fila, davanti alle due Jordan di Trulli e del rientrante Frentzen e alle due Sauber di Räikkönen e Heidfeld.

### Risultati
| Pos | No | Pilota                | Costruttore        | Pneumatici | Tempo    | Distacco e media del migliore   |
| --- | -- | --------------------- | ------------------ | ---------- | -------- | ------------------------------- |
| 1   | 1  | Michael Schumacher    | Ferrari            | B          | 1'14"960 | la media oraria è di 218.8 km/h |
| 2   | 5  | Ralf Schumacher       | Williams - BMW     | M          | 1'15"228 | +0"268                          |
| 3   | 6  | Juan Pablo Montoya    | Williams - BMW     | M          | 1'15"490 | +0"530                          |
| 4   | 2  | Rubens Barrichello    | Ferrari            | B          | 1'15"622 | +0"662                          |
| 5   | 4  | David Coulthard       | McLaren - Mercedes | B          | 1'15"717 | +0"757                          |
| 6   | 3  | Mika Häkkinen         | McLaren - Mercedes | B          | 1'15"776 | +0"816                          |
| 7   | 12 | Jarno Trulli          | Jordan - Honda     | B          | 1'16"138 | +1"178                          |
| 8   | 11 | Heinz-Harald Frentzen | Jordan - Honda     | B          | 1'16"376 | +1"316                          |
| 9   | 17 | Kimi Räikkönen        | Sauber - Petronas  | B          | 1'16"402 | +1"442                          |
| 10  | 16 | Nick Heidfeld         | Sauber - Petronas  | B          | 1'16"438 | +1"478                          |
| 11  | 10 | Jacques Villeneuve    | BAR - Honda        | B          | 1'16"439 | +1"479                          |
| 12  | 18 | Eddie Irvine          | Jaguar - Ford      | M          | 1'16"588 | +1"628                          |
| 13  | 9  | Olivier Panis         | BAR - Honda        | B          | 1'16"872 | +1"912                          |
| 14  | 22 | Jean Alesi            | Prost - Acer       | M          | 1'17"251 | +2"291                          |
| 15  | 7  | Giancarlo Fisichella  | Benetton - Renault | M          | 1'17"378 | +2"418                          |
| 16  | 19 | Pedro de la Rosa      | Jaguar - Ford      | M          | 1'17"627 | +2"667                          |
| 17  | 23 | Luciano Burti         | Prost - Acer       | M          | 1'18"113 | +3"153                          |
| 18  | 15 | Enrique Bernoldi      | Arrows - Asiatech  | B          | 1'18"151 | +3"191                          |
| 19  | 14 | Jos Verstappen        | Arrows - Asiatech  | B          | 1'18"262 | +3"302                          |
| 20  | 8  | Jenson Button         | Benetton - Renault | M          | 1'18"626 | +3"666                          |
| 21  | 21 | Fernando Alonso       | Minardi - European | M          | 1'18"630 | +3"670                          |
| 22  | 20 | Tarso Marques         | Minardi - European | M          | 1'18"689 | +3"729                          |

## Warm-up

### Risultati
I tempi migliori fatti segnare nel warm up furono i seguenti:
| Pos | No | Pilota             | Costruttore    | Tempo    |
| --- | -- | ------------------ | -------------- | -------- |
| 1   | 2  | Rubens Barrichello | Ferrari        | 1'18"209 |
| 2   | 1  | Michael Schumacher | Ferrari        | 1'18"371 |
| 3   | 5  | Ralf Schumacher    | Williams - BMW | 1'18"392 |

## Gara

### Resoconto

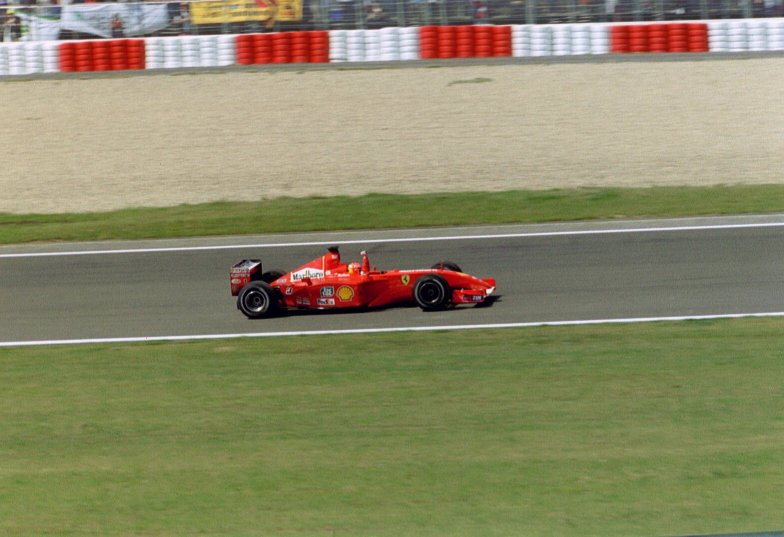
Michael Schumacher, vincitore del Gran Premio, esulta a fine gara

Avvio concitato per il poleman Michael Schumacher che durante il giro di allineamento, mentre stava testando il muletto, rimase appiedato nella parte opposta del circuito e fu costretto a una frettolosa corsa verso i box per riprendere la monoposto titolare e potersi schierare in tempo sulla griglia. Alla partenza Ralf Schumacher scattò meglio del fratello e lo affiancò, ma fu stretto all'interno da un cambio di traiettoria al limite da parte del pilota della Ferrari, dovendo così frenare e accodarsi al rivale. Alle spalle dei fratelli Schumacher si inserirono Montoya, Coulthard, Häkkinen, Trulli e Barrichello, quest'ultimo partito molto male dalla quarta piazzola.
Nei primi giri le posizioni rimasero invariate, con Michael Schumacher che, sfruttando la migliore resa dei suoi pneumatici Bridgestone in questa fase iniziale, arrivò a guadagnare un margine massimo di tre secondi e mezzo sul fratello. Intorno al 12º passaggio, però, giovando dell'alta temperatura dell'asfalto tedesco, le gomme Michelin montate dalle Williams cominciarono ad aumentare la propria efficacia e Ralf Schumacher ridusse progressivamente il distacco dal rivale a meno di mezzo secondo. Nel corso del 17º passaggio il ferrarista compì anche un lieve errore in frenata, ma riuscì a difendersi dall'attacco portato dal fratello ormai a ridosso.
I due battistrada rimasero molto vicini fino alla prima sosta ai box, che effettuarono contemporaneamente al 28º giro. La velocità dei meccanici di Maranello permise a Michael Schumacher di mantenere il comando della corsa sul fratello, che, nel rientrare in pista, oltre a doversi accodare a Coulthard per giunta oltrepassò leggermente la linea di demarcazione della corsia di accelerazione, incorrendo quindi in una penalità: al pilota della Williams fu imposto di effettuare uno stop & go di 10 secondi, che scontò al 39º passaggio, scivolando così in quarta posizione.
Al secondo posto risalì quindi il compagno di box Montoya, seguito da Coulthard, mentre l'altra McLaren di Häkkinen, rallentata da una gomma spiattellata, fu sopravanzata ai pit stop sia da Barrichello che da Trulli; a una ventina di tornate dal termine, però, l'italiano della Jordan fu costretto al ritiro per via di un problema alla frizione, permettendo quindi al finlandese di tornare in zona punti. Non vi furono ulteriori cambiamenti nelle posizioni di testa e Michael Schumacher ottenne la quinta vittoria stagionale davanti a Montoya, Coulthard, Ralf Schumacher, Barrichello e Häkkinen, consolidando ulteriormente il proprio vantaggio sui rivali nella classifica iridata.

### Risultati
| Pos      | No | Pilota                | Costruttore        | Pneumatici | Giri | Tempo/Ritiro e posizione al ritiro | Partenza | Punti |
| -------- | -- | --------------------- | ------------------ | ---------- | ---- | ---------------------------------- | -------- | ----- |
| 1        | 1  | Michael Schumacher    | Ferrari            | B          | 67   | 1h29'42"724                        | 1        | 10    |
| 2        | 6  | Juan Pablo Montoya    | Williams - BMW     | M          | 67   | +4"217                             | 3        | 6     |
| 3        | 4  | David Coulthard       | McLaren - Mercedes | B          | 67   | +24"993                            | 5        | 4     |
| 4        | 5  | Ralf Schumacher       | Williams - BMW     | M          | 67   | +33"345                            | 2        | 3     |
| 5        | 2  | Rubens Barrichello    | Ferrari            | B          | 67   | +45"495                            | 4        | 2     |
| 6        | 3  | Mika Häkkinen         | McLaren - Mercedes | B          | 67   | +1'04"868                          | 6        | 1     |
| 7        | 18 | Eddie Irvine          | Jaguar - Ford      | M          | 67   | +1'06"198                          | 12       |       |
| 8        | 19 | Pedro de la Rosa      | Jaguar - Ford      | M          | 66   | + 1 giro                           | 16       |       |
| 9        | 10 | Jacques Villeneuve    | BAR - Honda        | B          | 66   | + 1 giro                           | 11       |       |
| 10       | 17 | Kimi Räikkönen        | Sauber - Petronas  | B          | 66   | + 1 giro                           | 9        |       |
| 11       | 7  | Giancarlo Fisichella  | Benetton - Renault | M          | 66   | + 1 giro                           | 15       |       |
| 12       | 23 | Luciano Burti         | Prost - Acer       | M          | 65   | + 2 giri                           | 17       |       |
| 13       | 8  | Jenson Button         | Benetton - Renault | M          | 65   | + 2 giri                           | 20       |       |
| 14       | 21 | Fernando Alonso       | Minardi - European | M          | 65   | + 2 giri                           | 21       |       |
| 15       | 22 | Jean Alesi            | Prost - Acer       | M          | 64   | Testacoda (11°)                    | 14       |       |
| Ritirato | 14 | Jos Verstappen        | Arrows - Asiatech  | B          | 58   | Motore (13°)                       | 19       |       |
| Ritirato | 16 | Nick Heidfeld         | Sauber - Petronas  | B          | 54   | Semiasse (13°)                     | 10       |       |
| Ritirato | 11 | Heinz-Harald Frentzen | Jordan - Honda     | B          | 48   | Controllo di trazione (8°)         | 8        |       |
| Ritirato | 12 | Jarno Trulli          | Jordan - Honda     | B          | 44   | Trasmissione (6°)                  | 7        |       |
| Ritirato | 15 | Enrique Bernoldi      | Arrows - Asiatech  | B          | 29   | Trasmissione (18°)                 | 18       |       |
| Ritirato | 9  | Olivier Panis         | BAR - Honda        | B          | 23   | Testacoda (15°)                    | 13       |       |
| Ritirato | 20 | Tarso Marques         | Minardi - European | M          | 7    | Trasmissione (22°)                 | 22       |       |

## Classifiche

### Piloti
| Pos. | Pilota                | Punti |
| ---- | --------------------- | ----- |
| 1    | Michael Schumacher    | 68    |
| 2    | David Coulthard       | 44    |
| 3    | Rubens Barrichello    | 26    |
| 4    | Ralf Schumacher       | 25    |
| 5    | Juan Pablo Montoya    | 12    |
| 6    | Mika Häkkinen         | 9     |
| 7    | Nick Heidfeld         | 8     |
| 8    | Jacques Villeneuve    | 7     |
| 8    | Kimi Räikkönen        | 7     |
| 8    | Jarno Trulli          | 7     |
| 11   | Heinz-Harald Frentzen | 6     |
| 12   | Olivier Panis         | 5     |
| 13   | Eddie Irvine          | 4     |
| 14   | Jean Alesi            | 3     |
| 15   | Giancarlo Fisichella  | 1     |
| 15   | Jos Verstappen        | 1     |
| 15   | Pedro de la Rosa      | 1     |

### Costruttori
| Pos. | Team               | Punti |
| ---- | ------------------ | ----- |
| 1    | Ferrari            | 94    |
| 2    | McLaren - Mercedes | 53    |
| 3    | Williams - BMW     | 37    |
| 4    | Sauber - Petronas  | 15    |
| 5    | Jordan - Honda     | 13    |
| 6    | BAR - Honda        | 12    |
| 7    | Jaguar - Ford      | 5     |
| 8    | Prost - Acer       | 3     |
| 9    | Benetton - Renault | 1     |
| 9    | Arrows - Asiatech  | 1     |